# Mistrzostwa Europy w Lekkoatletyce 1962 – pięciobój kobiet

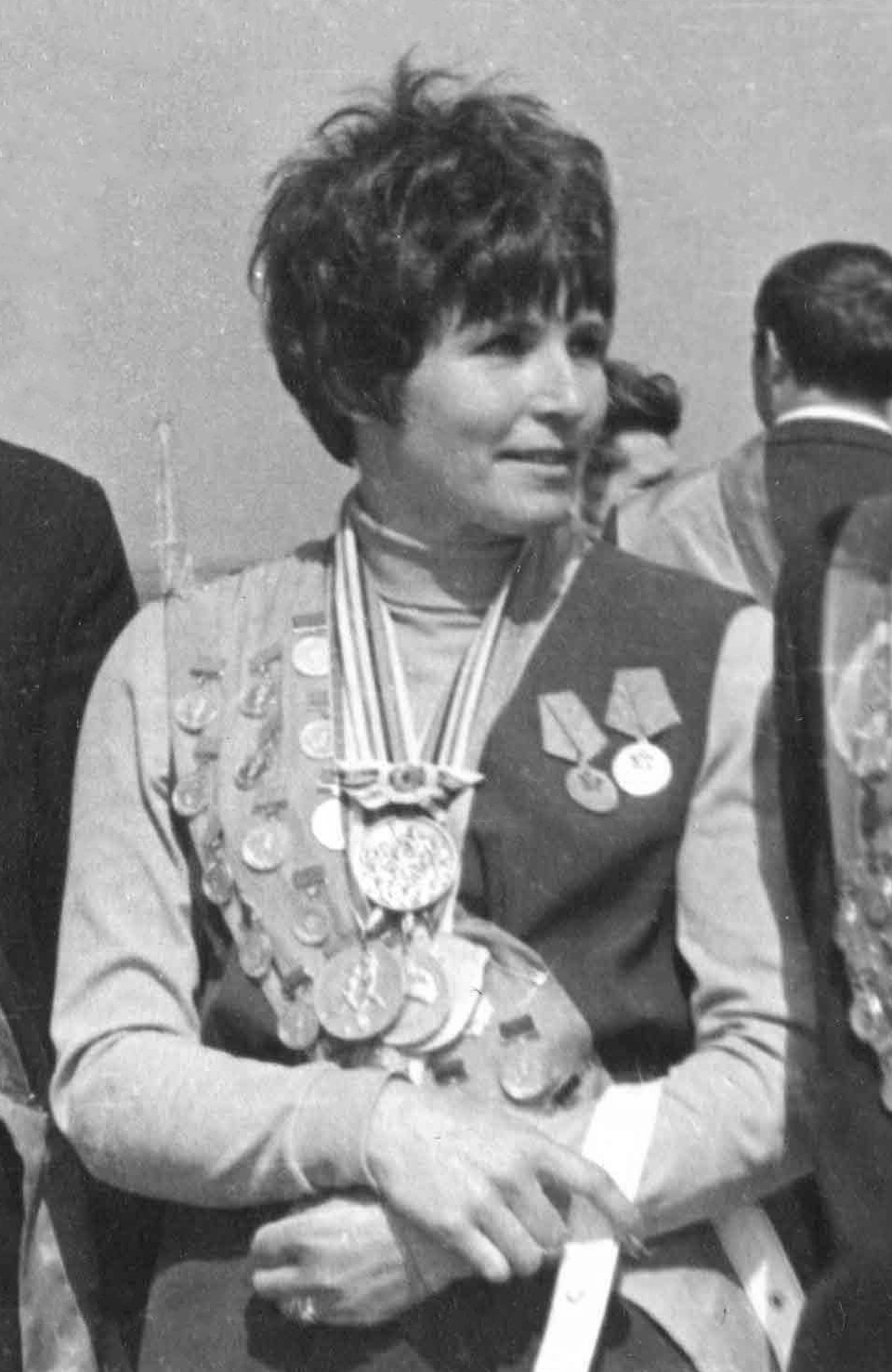
Galina Bystrowa w 1973

Pięciobój kobiet był jedną z konkurencji rozgrywanych podczas VII Mistrzostw Europy w Belgradzie. Został rozegrany 14 września 1962 roku. Zwyciężczynią tej konkurencji została reprezentantka ZSRR, mistrzyni z 1958 Galina Bystrowa. W rywalizacji wzięło udział trzynaście zawodniczek z ośmiu reprezentacji.

## Rekordy
| Rekord świata     | Irina Press (SUN)     | 5137 | Tbilisi, ZSRR      | 08-09.10.1961 |
| Rekord Europy     | Irina Press (SUN)     | 5137 | Tbilisi, ZSRR      | 08-09.10.1961 |
| Rekord mistrzostw | Galina Bystrowa (SUN) | 4733 | Sztokholm, Szwecja | 20-21.08.1958 |

## Wyniki
| Poz. | Zawodniczka        | Punkty         | 80 m ppł | Kula    | Wzwyż  | W dal  | 200 m    |
| ---- | ------------------ | -------------- | -------- | ------- | ------ | ------ | -------- |
| 1    | Galina Bystrowa    | 4324 (4833) CR | 10,7 s w | 13,10 m | 1,57 m | 6,05 m | 23,4 s w |
| 2    | Denise Guénard     | 4015 (4735)    | 10,9 s   | 11,65 m | 1,57 m | 5,80 m | 24,4 s   |
| 3    | Helga Hoffmann     | 3961 (4676)    | 11,1 s   | 10,87 m | 1,57 m | 6,03 m | 24,7 s w |
| 4    | Ingrid Mickler     | 3939 (4663)    | 11,4 w   | 11,03 m | 1,63 m | 5,80 m | 24,5 s w |
| 5    | Mary Peters        | 3834 (4586)    | 11,3 s   | 13,30 m | 1,60 m | 5,42 m | 25,9 s w |
| 6    | Draga Stamejčič    | 3807 (4544)    | 11,0 s   | 12,44 m | 1,48 m | 5,68 m | 25,5 s w |
| 7    | Lidija Szmakowa    | 3784 (4526)    | 11,6 s   | 12,21 m | 1,60 m | 5,74 m | 26,1 s w |
| 8    | Nina Hansen        | 3728 (4450)    | 11,1 s   | 10,27 m | 1,54 m | 5,79 m | 25,7 s w |
| 9    | Ulla Flegel        | 3600 (4355)    | 11,8 s w | 11,18 m | 1,60 m | 5,61 m | 26,6 s w |
| 10   | Ingrid Bandow      | 3536 (4304)    | 11,9 s   | 11,91 m | 1,48 m | 5,48 m | 25,7 s w |
| –    | Gunilla Cederström | DNF            | 11,8 s   | 10,05 m | 1,48 m | 5,07 m | –        |
| –    | Irina Press        | DNF            | 11,4 s w | 9,98 m  | 1,63 m | 5,36 m | –        |
| –    | Thelma Hopkins     | DNF            | 12,3 s   | 14,51 m | –      | –      | –        |